# Dayao emeiensis
Dayao emeiensis – gatunek chrząszczy z rodziny kusakowatych i podrodziny marnikowatych. Występuje endemicznie w południowych Chinach.

## Taksonomia
Gatunek ten opisali po raz pierwszy w 2013 roku Yin Ziwei i Li Lizhen na łamach ZooKeys. Opisu dokonano na podstawie parki okazów odłowionych w 2012 roku. Jako miejsce typowe wskazano przełęcz pomiędzy Xixiangchi a Yanwang w masywie Emei Shan, od którego wywodzi się nadany epitet gatunkowy. Materiał typowy zdeponowano w Zbiorze Owadów Uniwersytetu w Szanghaju.

## Morfologia
Chrząszcz ten osiąga od 2,96 do 2,97 mm długości i 1,06 mm szerokości ciała. Ubarwienie ma rudobrązowe. Głowa i przedplecze są delikatnie punktowane. Przód głowy wykształcony w ryjek nadaje jej wydłużony zarys. Oczy złożone buduje około 15–25 omatidiów. Ciemię zaopatrzone jest w pośrodkowe żeberko i leżącą po jego bokach parę małych, łysych dołeczków. Czoło pozbawione jest dołków. Czułki buduje jedenaście członów, z których trzy ostatnie formują buławkę. U obu płci dziewiąty ich człon pozbawiony jest jakichkolwiek modyfikacji. Przedplecze jest tak szerokie jak długie i pozbawione jest w przedniej części kępek długich, złocistych, skierowanych ku tyłowi szczecinek, charakterystycznych dla pokrewnego D. pengzhongi. Pokrywy są szersze niż dłuższe. Zapiersie ma długie i na szczytach ścięte wyrostki, wyraźnie większe niż u pokrewnego D. pengzhongi. Odnóża mają niezmodyfikowane człony stóp. Spośród krętarzy tylko te środkowej pary mają lekkie nabrzmiałości na krawędziach brzusznych, pozostałe są zaś niezmodyfikowane. Odwłok jest najszerszy na przedzie i zwęża się ku tyłowi. Genitalia samca mają edeagus o szerszych niż u D. pengzhongi paramerach.

## Występowanie
Owad ten jest endemitem południowo-zachodniej części Chin, znanym tylko z miejsca typowego w mieście na prawach powiatu Emeishan w Syczuanie. Spotykany był w terenie górzystym, na rzędnych 2200 m n.p.m. Zasiedla ściółkę w lasach mieszanych.